# Nhà hát Lớn Hải Phòng
Nhà hát Lớn Hải Phòng, hay được biết với tên gọi chính thức là Nhà hát Thành phố, là nơi tổ chức những hoạt động văn hóa, chính trị lớn của thành phố Hải Phòng, Việt Nam. Hiện tại, nhà hát đang được Trung tâm tổ chức biểu diễn nghệ thuật - Thành phố Hải Phòng quản lý.
Trong lịch sử Pháp thuộc, Việt Nam có 3 thành phố được chọn xây dựng nhà hát lớn đó là Hà Nội, Hải Phòng, thành phố Hồ Chí Minh. Nhà hát thành phố Hải Phòng là một trong những di tích kiến trúc văn hoá tiêu biểu của 1 giai đoạn kiến trúc Việt Nam, với những trang trí hoa văn, phù điêu độc đáo được bố cục hài hoà, có giá trị mĩ thuật cao.

## Vị trí
Vào đầu thế kỉ 20, dân số Hải Phòng khoảng 16.000 người trong đó quân đội Pháp, kiều dân Pháp cũng chiếm hàng ngàn người. Vì vậy chính phủ Pháp chủ trương xây dựng 1 nhà hát có quy mô lớn ở trung tâm nội thành, nơi tiếp điểm của khu người Âu, khu người Hoa và khu người Việt theo quy hoạch của chính phủ Pháp.
Địa điểm được chọn để xây dựng "Nhà hát Tây", theo cách gọi của nhân dân thời bấy giờ, là nền chợ cao ráo, rộng rãi của làng cổ An Biên. Khu vực Nhà hát Lớn được coi là khu vực trung tâm của thành phố Hải Phòng, là điểm tiếp nối của ba khu vực kiến trúc Pháp - Hoa - Việt trước đây. Xung quanh Nhà hát Lớn là khu vực của nhiều đơn vị quản lý kinh tế - chính trị - quân sự của thành phố, vườn hoa trung tâm và các cơ sở thương mại.

## Kiến trúc
Nhà hát được khởi công xây dựng vào năm 1898 và đến tháng 11 năm 1900 thì hoàn thành. Nhà hát thành phố do kiến trúc sư người Pháp thiết kế rất công phu kiểu cách theo nguyên mẫu nhà hát Pari, nguyên vật liệu xây dựng được mang từ Pháp sang. Việc xây dựng do thợ và nhân công Việt Nam thực hiện dưới sự chỉ đạo của kiến trúc sư Pháp. Ban đầu kiến trúc sư Berruer trúng thầu, tuy nhiên quá trình xây dựng có sai sót nên Chính quyền thành phố đã giao cho kiến trúc sư Bourdeaud thực hiện chỉ huy thi công tiếp từ giữa năm 1899.
Kiến trúc nhà hát lớn Hải Phòng được xây dựng theo kiểu kiến trúc Baroque, đây là loại hình nghệ thuật kiến trúc xuất hiện ở Ý rồi chuyển sang Áo, Tây Ban Nha, một phần của nước Pháp rồi trở thành khuynh hướng nghệ thuật chủ yếu từ cuối thế kỉ 16 đến giữa thế kỉ 18.
Các kiến trúc sư khi xây dựng nhà hát nhà hát đã tận dụng các đường cong đẻ tạo nhịp điệu và những không gian phong phú, sinh động. Nghệ thuật kiến trúc Baroque dạt tới sự thống nhất với nghệ thuật trang trí hoành tráng gây ấn tượng mạnh, với mặt bằng cầu kì, kết hợp với những đường cong mềm mại. Về trang trí thì tiêu biểu nhất của nhà hát lớn phải kể đến hình tượng chiếc đàn lyra trên cánh cửa - đây có thể xem như biểu tượng cho âm nhạc, cho nhà hát lớn.
Mặc dù có sự cân đối chặt chẽ trong kết cấu mặt tiền, mỗi kết cấu đều có công thức riêng trong thiết kế trang trí trên cửa tường và khoảng cách các cột đi kèm, sự phân bố cột tạo ra 1 nhịp điệu nhất quán với sự dàn trải theo phương nằm ngang. Nhà hát lớn có 4 cột trụ áp sát vào tường để tăng độ vững của tường. Kiến trúc theo lối cột Corinthians mềm mại theo lối cột từ trên xuống dưới.
Về kiến trúc bên trong nhà hát có sân khấu, 2 tầng ghế khán giả, trên tầng 2 có các cửa hình mái vòm theo kiểu Gothic. Phía trên sân khấu có để tượng hình thần âm nhạc - vị thần bảo hộ cho các nghệ sĩ. Bên phải, bên trái sân khấu là phòng trang điểm, phòng nghỉ của diễn viên. Ngoài cửa sổ kính, chớp, phía trong hành lang có cửa đệm bọc da để cách âm. Trần nhà hát hình vòm, tạo tiếng vang và làm tôn thêm chiều cao nhà hát. Vòm trần có vẽ nhữg lẵng hoa trang trí, ghi tên các nhạc sĩ, kịch sĩ châu Âu lừng danh: Mozart, Beethoven, Moliere...
Đến nay, sau nhiều lần tu sửa, Nhà hát Lớn Hải Phòng cơ bản vẫn giữ được hình dáng, kiến trúc ban đầu.

## Lịch sử
Nhà hát Lớn Hải Phòng còn là một địa danh lịch sử gắn liền với thời kỳ kháng chiến chống Pháp. Vào ngày 20 tháng 11 năm 1946, tại đây đã diễn ra trận đánh đẫm máu để bảo vệ thành phố, 13 chiến sĩ Vệ quốc đoàn và chiến sĩ tuyên truyền văn hóa Việt Nam do trung đội trưởng Đặng Kim Nở chỉ huy đã cầm chân lực lượng quân đội Pháp có xe tăng yểm trợ suốt một ngày đêm và tiêu diệt được 50 lính Pháp trước khi anh dũng hy sinh.
Thời Pháp thuộc, nhà hát lớn là nơi sinh hoạt chính trị văn hoá của người Pháp và những người bản xứ giàu có, chỉ những gánh hát từ Pháp sang hoặc những gánh hát nổi tiếng ở nước ta mới được biểu diễn ở đây và chỉ có những người giàu có mới đủ trình độ và tiền mua vé vào xem. Ngày nay vào dịp kỉ niệm những ngày lễ lớn, chào mừng các sự kiện lịch sử quan trọng hay các dịp lễ Tết, có nhiều hoạt động mít-tinh, biểu diễn văn nghệ và vui chơi giải trí tại đây.